# Stagonospora eleocharidis
Stagonospora eleocharidis är en svampart som beskrevs av Trail 1875. Stagonospora eleocharidis ingår i släktet Stagonospora och familjen Phaeosphaeriaceae.   Inga underarter finns listade i Catalogue of Life.